# 罗泌
羅泌（1131年—1189年?），字長源，號歸愚。南宋吉州廬陵（今江西吉安）人。
先祖羅崱於五代時由湘東徙居廬陵。祖父羅無競，生羅良弼，良弼初娶胡銓從妹。羅泌是羅良弼長子，生於宋紹興辛亥（1131年），自少力學，精於詩文，無意於仕途。乾道年間著有《路史》四十七卷，曾親自到炎帝陵考察。慶元二年（1196年）受周必大之聘，與孙谦益、丁朝佐、曾三異、胡柯等共校《欧阳文忠公集》一百五十三卷，負責近體樂府部分。另著有《易說》、《六宗論》一篇、《三匯詳證》一篇等。卒年不詳。有一子罗苹。